# Torre Greenknowe

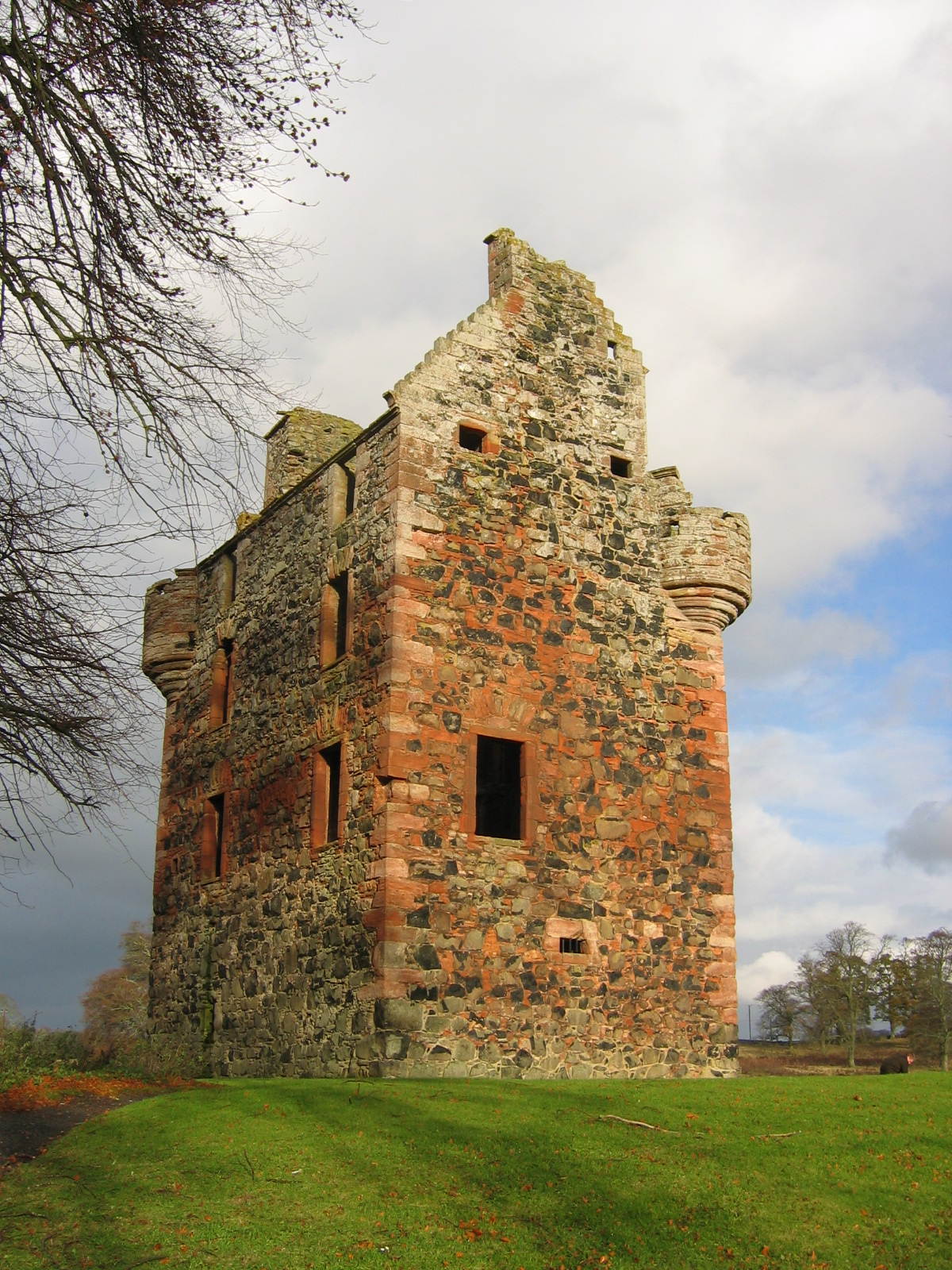
La torre Greenknowe

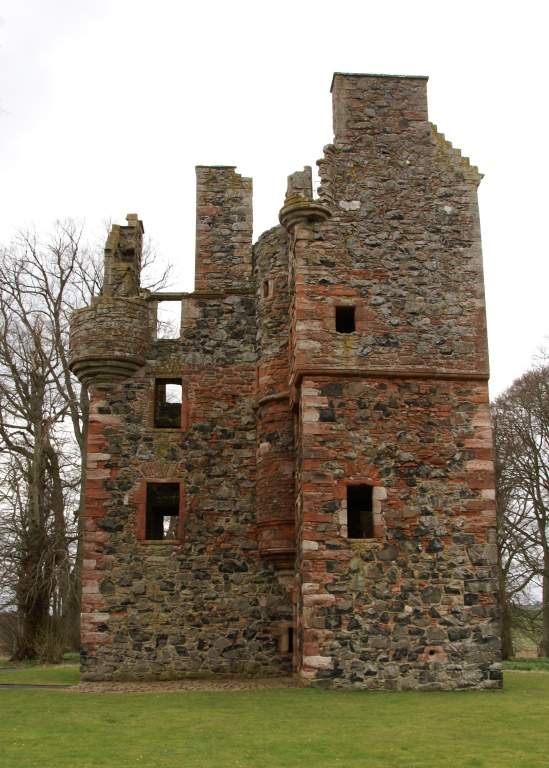
La torre Greenknowe

La torre de Greenknowe Tower (Greenknowe Tower) es una casa-torre escocesa del siglo XVI, en las afueras del pueblo de Gordon, en las Scottish Borders. Aunque se encuentra actualmente en ruinas, la cantería se encuentra en buen estado. Desde 1972, es un Monumento planificado protegido por Historic Scotland, el organismo público del Gobierno de Escocia que protege y promueve el patrimonio histórico de Escocia.

## Historia
La casa-torre fue construida en 1581 por James Seton, del Clan Seton, y sus iniciales, junto con las de su esposa, Janet Edmonstone, sus respectivos escudos y la fecha de construcción figuran en el dintel de la entrada. El edificio está construido en una loma originalmente rodeada y protegida por terreno pantanoso.
Fue ocupada hasta mediados del siglo XIX, y adquirido por el Estado en 1937.

## Construcción

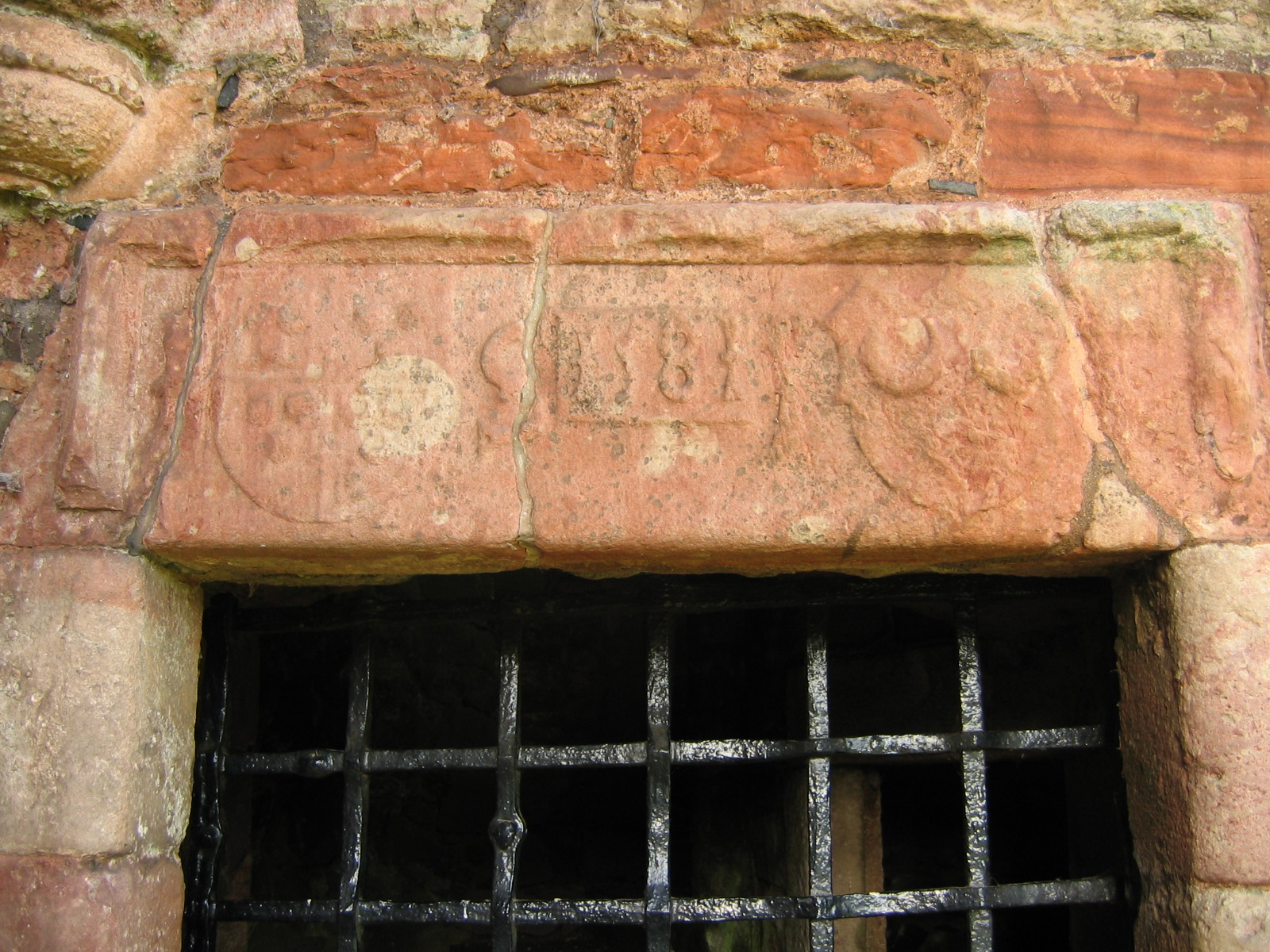
Inscripción en el dintel (IS por James Seton, IE por su esposa, Janet Edmonstone, his wife, con sus respectivos escudos, y la fecha, 1581.

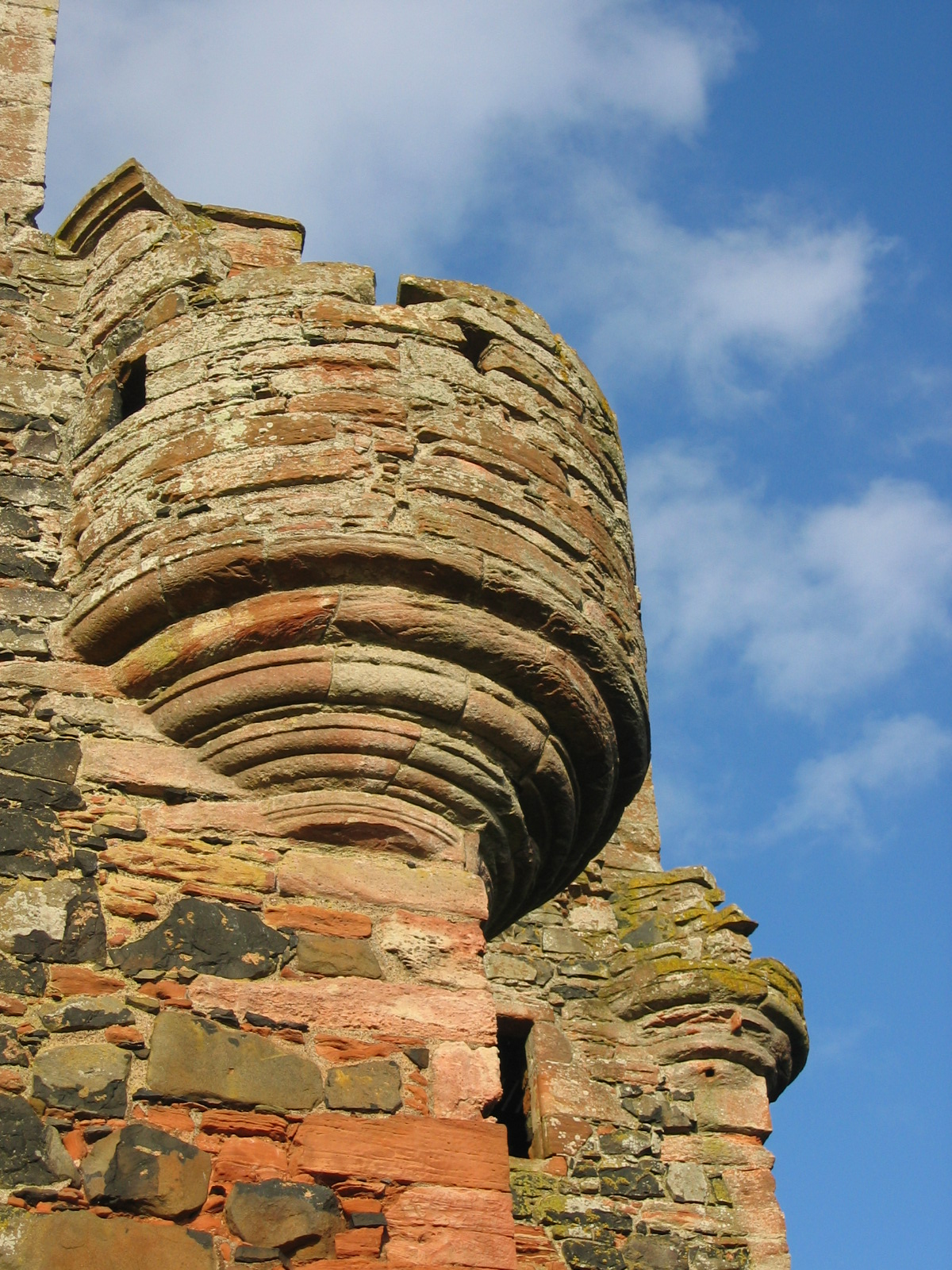
Detalle de una garita.

Greenknowe es un ejemplo de una torre con planta en forma de L, con un bloque central de 10,5 m por 7 m, con cuatro plantas, y una ala de cinco plantas. Los muros tienen un grosor de 1,2 m.
Se accede al edificio por una única puerta protegida por una verja de celosía o yett.